# 明信女子学校
明信女子学校（中国朝鲜语：／）是吉林省延边朝鲜族自治州龙井市历史上的一所女子学校，1913年由英属加拿大长老教会传教士巴克尔（汉名朴杰）的妻子丽贝卡创办，有小学和中学两个部分。1946年，明信女子中学与大成、东兴、恩真等龙井中学一起合并成为“吉林省立龙井中学”。

## 历史

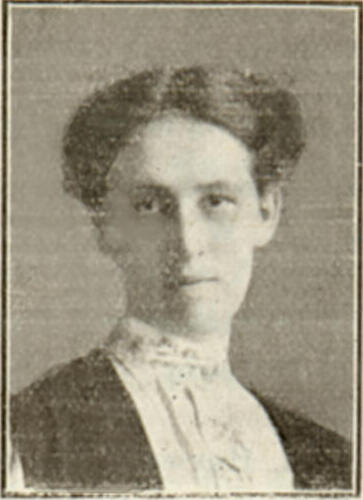
首任校长丽贝卡·巴克尔

1910年，耶稣教会在龙井创办尚贞女子学校。1913年6月4日，英属加拿大长老教会传教士巴克尔（汉名朴杰:71:393）的妻子丽贝卡·巴克尔以尚贞女子学校为基础扩招创办明信女子学校，并任首任校长。学校招收了158名学生，聘教员12人。1920年6月，明信女子学校第二任校长英国传教士格特鲁德·卡斯女士将学校升格为明信女子中学:208。1929年，学校有朝鲜人教师6名，德国人教师1名，学生178名:393。
1932年8月13日，在加拿大联合教会的资助下，明信女校的新校舍在龙井东郊传教部院落成。新校舍有三层：一、二层是教室，三层是校长室、教员室和礼堂，地下室是一个小型室内体育场地。此外，学校还为外地学生建了一栋能容纳24名学生和3名教员的宿舍楼。当年明信女校在校生人数为179人，其中小学生115人，中学生64人:101。1935年时有4个学年，每个年级1个班级，从一年级到四年级分别有学生54、39、28、16名。大部分教师为朝鲜人，日语教师为日本人，校长和校医为西方人:474。
1938年，明信女校收到满洲国法令要求申请注册否则会被取消办学许可。注册学校按规定需要使用日语教授日本文化课程，并参拜神社。校方为避免学校被关闭递交了注册申请，并收到了办学许可证。圣经和一些特定课程被默许继续使用朝鲜语教学:101-102。此后校名改为私立明信女子国民高等学校。1938年时有4个班级，12名教师，其中有8名朝鲜人，1名日本人，1名“满洲人”，还有其他教师2名。学生全数为朝鲜人，共90名:655。
1941年，由于国际局势的变化，龙井的加拿大传教士在加拿大领事馆的劝告下全部回国。朝鲜人李斗燮接任明信女校校长之职。1942年，明信女子小学被满洲国政府与另一所小学合并。1943年，明信女子中学被与龙井光明高等女校合并成“龙井女子国民高等学校”。日本人原田文吾任校长。:102:208
1945年8月15日，日本无条件投降。同年9月，明信女子中学重新复校。1946年9月16日，明信女子中学与大成、东兴、恩真等龙井中学被一起合并成为“吉林省立龙井中学”。:208

## 办学资金
明信女子学校的办学资金大部分来自于加拿大的教会。例如，1936年该校总支出为6,727朝鲜圓，其中5,027圆来自加拿大联合教会，1,700圆来自学生的学费。

## 外部連結
- 维基共享资源上的相關多媒體資源：明信女子学校